# Контушный, Алексей Семёнович
Алексей Семёнович Контушный (1909, Рыбальче, Таврическая губерния — 6 февраля 1956, Новая Збурьевка, Херсонская область) — красноармеец Рабоче-крестьянской Красной Армии, участник Великой Отечественной войны, Герой Советского Союза (1945).

## Биография
Алексей Контушный родился в 1909 году в селе Рыбальче. Получил начальное образование, после чего работал в колхозе. В 1931—1933 годах служил в Рабоче-крестьянской Красной Армии. В начале Великой Отечественной войны оказался в оккупации. После освобождения в ноябре 1943 года Контушный повторно был призван в армию. С декабря того же года — на фронтах Великой Отечественной войны. Участвовал в освобождении Украинской ССР и Крыма, Прибалтики.
К 1945 году гвардии красноармеец Алексей Контушный был автоматчиком 262-го гвардейского стрелкового полка 87-й гвардейской стрелковой дивизии 43-й армии 3-го Белорусского фронта. Отличился во время штурма Кёнигсберга. В боях на подступах к городу Контушный одним из первых ворвался во вражескую траншею и уничтожил 11 солдат и офицеров противника. Во время боёв на окраинах Кёнигсберга он уничтожил 27 солдат и офицеров. В уличных боях в городе в апреле 1945 года Контушный в общей сложности уничтожил 7 огневых точек и более 50 солдат и офицеров противника.
Указом Президиума Верховного Совета СССР от 19 апреля 1945 года за «мужество, отвагу и героизм, проявленные в борьбе с немецкими захватчиками» гвардии красноармеец Алексей Контушный был удостоен высокого звания Героя Советского Союза с вручением ордена Ленина и медали «Золотая Звезда» за номером 6215.
После окончания войны Контушный был демобилизован. Проживал в селе Новая Збурьевка, работал в колхозе. Скоропостижно скончался 6 февраля 1956 года, похоронен в Новой Збурьевке.
Был также награждён орденами Славы 2-й и 3-й степени и рядом медалей.